# Władysław Prekurat

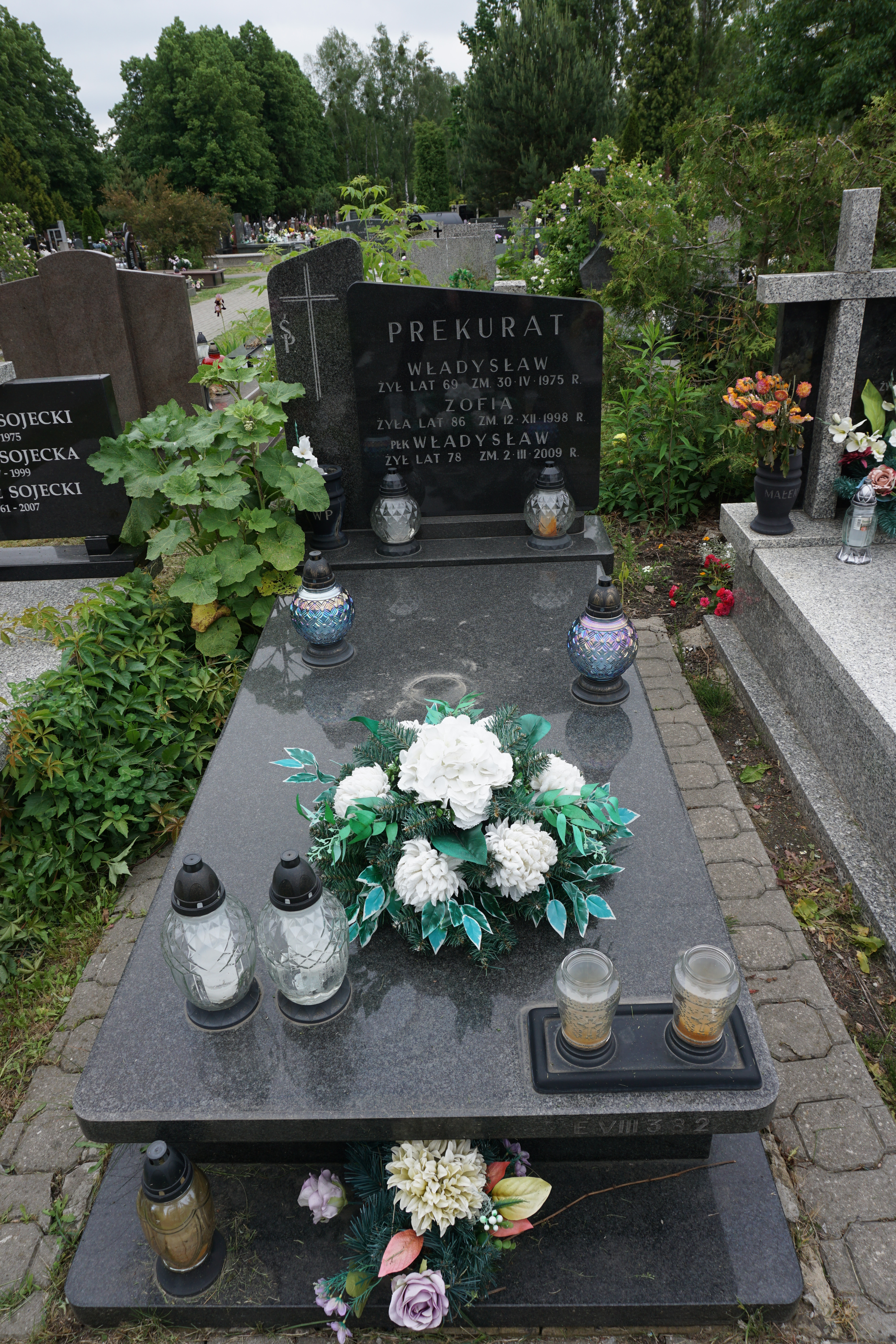
Grób Władysława Prekurata na cmentarzu Komunalnym Północnym

Władysław Prekurat (ur. 24 lipca 1931 w Broszkowie, zm. 2 marca 2009) – pułkownik organów bezpieczeństwa PRL, kierownik Grupy Operacyjnej Nr 3 MSW w Leningradzie.

## Życiorys
Syn Władysława i Zofii. Ukończył Oficerską Szkołę KBW w Legnicy (1951–1952). Następnie przeniesiony do służby bezpieczeństwa w której stopniowo awansował zajmując funkcje w Departamencie III Ministerstwa Bezpieczeństwa Publicznego (1952–1955) i Komitetu ds. Bezpieczeństwa Publicznego (1955–1956), w Departamencie II Ministerstwa Spraw Wewnętrznych, kontrwywiadu (1956–1989), w którym był m.in. zastępcą nacz. wydz. I (1974–1975), nacz. wydz. II, VI i XI (1975–1984), w dyspozycji dyr. Departamentu Kadr MSW (1987–1988), na etacie niejawnym st. inspektora Departamentu II p.o. kier. Grupy Operacyjnej Nr. 3 MSW w Leningradzie, wykonującym swoje zadania pod przykryciem konsula Konsulatu Generalnego PRL w Leningradzie (1984–1988). Po powrocie do kraju powierzono mu funkcję specjalisty w Departamencie II (1988–1989), następnie z-cy szefa Stołecznego Urzędu Spraw Wewnętrznych ds. SB w Warszawie (1989–1990).